# 德伦巴赫
德伦巴赫是德国莱茵兰-普法尔茨州的一个市镇。总面积10.14平方公里，总人口917人，其中男性444人，女性473人（2011年12月31日），人口密度90人/平方公里。